# N,N-dimethyl-p-toluïdine
N,N-dimethyl-p-toluïdine is een organische verbinding met als brutoformule C9H13N. De stof komt voor als een geel-bruine viskeuze vloeistof, die onoplosbaar is in water.

## Toepassingen
N,N-dimethyl-p-toluïdine wordt gebruikt als polymerisatie-katalysator bij de productie van polyesters, polyacrylaten en epoxyharsen. Het kan ook worden aangewend als verhardingsmiddel in tandvullingen en lijmen. Verder wordt de stof gebruikt als overgangsstof in fotografische chemicaliën, kleurstoffen en geneesmiddelen.

## Toxicologie en veiligheid
De stof vormt bij verbranding giftige en corrosieve gassen, waaronder stikstofoxiden. Ze reageert hevig met sterk oxiderende stoffen en tast vele kunststoffen aan.
De stof is corrosief voor de ogen, de huid en de luchtwegen. Ze kan effecten hebben op de rode bloedcellen, met als gevolg de vorming van methemoglobine.